# اسکندر گگا
اسکندر گگا (آلبانیایی: Skënder Gega؛ زادهٔ ۱۴ نوامبر ۱۹۶۳) بازیکن سابق و مربی فوتبال اهل آلبانی است.
از باشگاه‌هایی که در آن بازی کرده‌است می‌توان به باشگاه فوتبال پارتیزانی تیرانا و اشپورت فقاند زیگن اشاره کرد.
وی همچنین در تیم‌های ملی فوتبال زیر ۲۱ سال آلبانی و آلبانی بازی کرده‌است.